# Karl av Bayern
Karl Theodor Maximilian August av Bayern, född 7 juli 1795 i München, död 16 augusti 1875 i Tegernsee, var en bayersk prins och militär.
Karl var andre son till sedermera kung Maximilian I och Augusta av Hessen-Darmstadt; hans syster Augusta blev mor till drottning Josefina av Sverige. Han fick en rent militär uppfostran och deltog med berömmelse i kriget mot Napoleon 1813-14. Han blev fältmarskalk 1841 och generalinspektör för bayerska armén 1848.
Under tyska enhetskriget 1866 erhöll han befälet över samtliga de sydtyska staternas trupper, men arméns oenhetliga sammansättning och politiska hänsyn försvårade i hög grad en energisk krigföring, och Karl kunde därför inte uträtta mycket. Efter freden lämnade han alla offentliga uppdrag.
Han var gift två gånger, bägge gångerna morganatiskt : 1:a gången 1823 med Sophie Petin, senare friherrinna von Bayrstorff, (1796-1838) och 2:a gången 1859 med Henriette Schöller (1815-1866). Han fick tre döttrar med 1:a frun.